# ギルガメシュ叙事詩

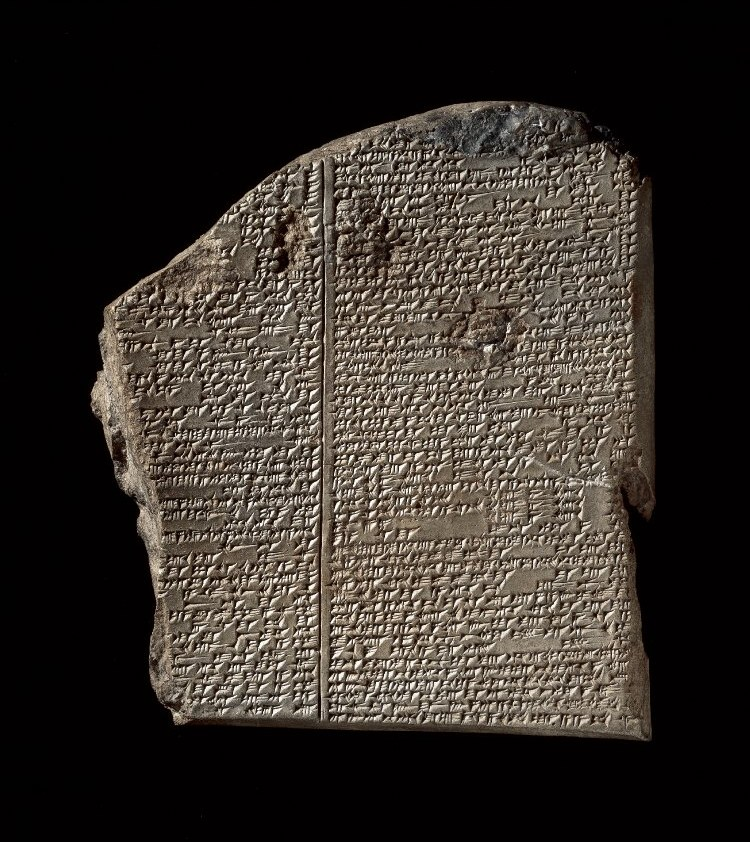
楔形文字でギルガメシュ叙事詩の一部が刻まれた粘土板

『ギルガメシュ叙事詩』（ギルガメシュじょじし）は、古代メソポタミアの文学作品。実在していた可能性のある古代メソポタミアの伝説的な王ギルガメシュを巡る物語。人間の知られている歴史の中で、最も古い作品。
ギルガメシュを主人公とする物語は古くから存在するが、現在『ギルガメシュ叙事詩』として知られているのは前1300〜1200年頃にまとめられた「標準版」（「標準バビロニア語」で記されているため）と呼ばれるもので、新アッシリア時代のアッシュルバニパルの図書館から出土した。12枚の書版から成る。『ギルガメシュ叙事詩』というタイトルは近代学者により付けられたもので、古来は作品の出だしの言葉を取って題名とする習わしがあったことから、原題は『深淵を覗き見た人』もしくは『すべてを見たるひと』となる。

## 概要
『ギルガメシュ叙事詩』は古代オリエント最大の文学作品であり、これを英雄譚と称する場合、古代ギリシアの『オデュッセイア』や中世ヨーロッパの『ニーベルンゲンの歌』『ローランの歌』『アーサー王と円卓の騎士』などに肩を並べる世界的な物語と言える。一方、古代オリエント文学とりわけ古代メソポタミア文学界の多くが持つ宗教性と政治性という点は目立っておらず、むしろ世俗的でヒューマニズム的な芸術的感覚が見られるのが特徴とされ、日本文学としての相性も悪くない。口伝を含めてギルガメシュ叙事詩より古い物語はあるが、人間が主人公となり、人間味溢れる物語としては記録に残っている最も古い物語の一つといってよい。多くの人に読み継がれる文学作品として、また、死すべき定めの人間が、また2人1組の関係がテーマになっているという意味では、ギルガメシュ叙事詩は最古の物語だと言える。

## 成立
現在に残る最古の写本は、紀元前2千年紀初頭、書記学校の生徒たちによって書き写された、シュメール語版ギルガメシュ諸伝承である。シュメール語版の編纂は紀元前3千年紀に遡る可能性が極めて高いが、オリジナルは残っていない。おそらく文字に書きおこされる以前から口承などで伝えられており、叙事詩を構成する個々の題材は、シュメール時代には既に流布していたとみられる。
シュメール伝承を基に、紀元前1800年頃に成立したアッカド語による古バビロニア版は、書記学校の生徒による書写により残っているが、このときすでに後述の「標準版」の筋書きがほぼ出来上がっていたことがわかる。A. Georgeによれば、アッカド語は学校のカリキュラムではなく、アッカド語版は生徒達がシュメール語の勉強の息抜きに書き写したものであり、そのためフワワ（フンババ）討伐の話が人気で最も多く残っている、という。
紀元前1300〜1200年頃の中バビロニア時代（カッシート王朝時代）には、いわゆる「標準版」が成立した（「標準バビロニア語」という文学作品を書くのに使われたアッカド語で書かれているため、そう呼ばれる）。アッシュルバニパルの図書館から出土した「標準版」の奥付には「ギルガメシュシリーズ、シン・レーキ・ウニンニの言葉」と、作者の名前が記されている。前述の通り古バビロニア版と共通する点が多いが、シン・レーキ・ウニンニのオリジナルの部分もある。たとえば、古バビロニア版の書き出しは（奥付に記された題名によると）「他の王達にまさる者」であることが知られているが、標準版では「深淵を覗き見た人」となっている。したがって、このプロローグの部分はシン・レーキ・ウニンニの創作であろう。また洪水伝説も標準版で挿入された。
また、前二千年紀後半、バビロニア語版がヒッタイトやシリア・パレスティナで発見されているほか、ヒッタイト語版、フルリ語版が発見されており、ギルガメシュ叙事詩が各言語に翻訳されて各地に広まっていたことがわかる。

## 研究
楔形文字で粘土版に記された『ギルガメシュ叙事詩』の断片の解読が最初に発表されたのは1872年のことであった。1853年にホルムズド・ラッサム（en）によってニネヴェのアッシュールバニパルの図書館（紀元前668年-紀元前627年）から発見されていた遺物の1つに記されていた文字を、大英博物館の修復員であるジョージ・スミスが解読を進め、『旧約聖書』の洪水物語に酷似した「（『ギルガメシュ叙事詩』第11の書版に当たる）大洪水」部分を見つけたのが始まりである。この発見は大きな旋風を巻き起こし、スミスは自らニネヴェ発掘を繰り返すと、次々と叙事詩を構成する書版を発見。解読が進むにつれその文学性に注目が集まり、19世紀末には更に研究が進んだ。その後、スミス没から15年の時を経た1891年に、1人の研究者が登場人物の名を「ギルガメシュ」と初めて正しく読むことに成功する。以降1900年の独訳を嚆矢に各国語への翻訳が進み、各地の神話・民話との比較が盛んになる。1930年にはセム語を用いた『ギルガメシュ叙事詩』をカムベル・トムソン（en）が刊行し、それが後の翻訳に関する全ての基盤となるとともに、各著者によって叙事詩の改訂増補が成されていった。
和訳は矢島文夫により完成し、1965年に山本書店から、その33年後には文庫化に伴い、『イシュタルの冥界下り』を加えた増訂版がちくま学芸文庫として筑摩書房から刊行された。和訳にあたって矢島版からは性的表現が削除されている。また刊行後の半世紀以上のギルガメシュ叙事詩研究で明らかになった成果は反映されていない。現在では月本昭男訳（1996年）が一般的である。この他にも『ギルガメシュ叙事詩』とする書籍は複数に渡り出版されているが、多くは物語として成立するように各言語のテキストを充足しながら編成されているため、史料的な翻訳書であるとは限らない。

## あらすじ
ウルク市の王ギルガメシュは、強き英雄であると同時に暴君でもあった。その横暴ぶりを嘆いた市民たちの訴えを聞いた天神アヌは、女神アルルにギルガメシュの競争相手を造るよう命ずる。アルルは粘土からエンキドゥを造り、ウルクから離れた荒野に置いた。
エンキドゥははじめは自分の使命に気付くことなく荒野で獣たちと共に暮らしていた。しかしある時、巫女からギルガメシュのことを聞き、仲間が欲しいと思い喜び勇んでウルクに向かう。仲間を求めるエンキドゥと、近々やって来るエンキドゥという男と友人関係になることを夢で見ていたギルガメシュ。2人は顔を知る前から互いを意識していたが、ギルガメシュが国の花嫁を奪い去るという噂を耳に挟んだ瞬間エンキドゥは憤激し、出会って早々、大格闘を繰り広げる。結局のところ決着がつかず、2人は互いの力を認め合い深く抱擁を交わして親友となった。
彼らは常に行動を共にし、様々な冒険を繰り広げる。昔日の暴君とは異なるギルガメシュと、野人としての姿を忘れ去ったエンキドゥはウルクの民から讃えられる立派な英雄となっていた。だが、冒険の果てに彼らを待っていたのは決してかんばしいものではなかった──。

## 登場人物
この項目では主に「標準版」に基づく。

### 主要人物
ギルガメシュ〔シュメール名：ビルガメス〕（Bilgamesh）
主人公。母が女神（ニンスン）、父が人間（ルガルバンダ）。3分の2が神、3分の1が人間とされるが、不死の神ではなく、死すべき運命を免れない人間として描かれる。物語の前半では、肉体の死を怖れず英雄としての名声を求める生き方を希求。エンキドゥと共にフンババを討伐し、またイシュタルの求愛をつっぱねて怒りを買い、イシュタルが差し向けた天の牡牛を殺す。しかしエンキドゥの死により、自らの死に対する恐怖におののき、肉体の不死を追い求めることになる。しかし結局肉体の不死は手に入らず、ウルクに帰ったのち城壁を建造し、後世に名を残した。
ウルクの王として『シュメール王朝表』に、エンメルカル（治世420年）、ルガルバンダ（治世1200年）、ドゥムジ（治世100年）に続いて記載される（治世126年）が、神として扱われ、その存在は極めて神話的。もっとも、シュメール語の「ビルガメスとアッカ」に登場する、アッカ（キシュの王でビルガメスのライバル）の父親のエンメバラゲシに言及する碑文の断片が見つかっているので、エンメバラゲシは紀元前2650年頃に実在した人物と考えられる。したがって、同じ頃に、ウルクにギルガメシュという王がいた可能性はあり、ギルガメシュやルガルバンダやその他の王達が生きたすぐ後に、吟遊詩人達が彼らを主人公に物語を作ったとも考えられる。ただしギルガメシュが実在した証拠、また叙事詩で語られているように、ギルガメシュがウルクの城壁を建造した証拠はない（2002年、イラク戦争が始まる前、ウルクで発掘された墓が、一時はギルガメシュの墓ではないかと言われたが、結局もっと新しい時代のものということが分かった）。
エンキドゥ（Enkidu）
ギルガメシュの無二の親友。ギルガメッシュの傲慢を諫めるために神々によって作られたが、逆に彼の友となってしまう。ギルガメシュと共に幾多の困難をともにくぐり抜けた。友と繰り広げた冒険の果てに、自身に降り注ぐ運命を夢のお告げで知ることとなる。
ルガルバンダ （Lugalbanda）
ギルガメシュの父で牧夫。ウルク第1王朝第3代の伝説的な王。ギルガメシュの守護神であると同時に、人間で神官でもある。
リマト・ニンスン（Ninsun）
ギルガメシュの母。ルガルバンダの配偶神。その名は「雌牛の女主人」の意で知恵と夢解きの女神。全てに通暁する偉大な女王で、賢母らしい活躍を見せる。シュメール版では天の牡牛退治の際、エアに生贄を捧げてギルガメシュを援助した。
シャマシュ〔シュメール名：ウトゥ〕（Ud）
信仰地：シッパル・ラルサ / 神殿：エバッバル
正義を司る太陽神でイシュタルの兄。ギルガメシュ専属の守護神。彼の誕生祝いに見目良さを授けて以降、叙事詩では大半の説話に登場し、終始ギルガメシュを気に掛け庇護している。
エア〔シュメール名：エンキ〕（Enki）
信仰地：エリドゥ / 神殿：エアブズ
知恵を司る深淵の水神。人間を創った全知全能の男神。エンリルの人類撲滅計画を幾度となく阻止してきた救いの神で、人間に対して好意的。ニップル版ではギルガメシュの守護神であるとされる。
イシュタル〔シュメール名：イナンナ〕（Ishtar）
信仰地：ウルク、他多数 / 神殿：エアンナ
金星を象徴する愛と戦争の女神。ギルガメシュに求婚するが断られ、その腹いせに天の牡牛（グガランナ）をウルクで暴れさせた。
アヌ〔シュメール名：アン〕（An）
信仰地：ウルク / 神殿：白神殿
イシュタルの父で天空を司る最高神。エンリルによる天地分離を機に権力は衰え失脚したが、神々が行う会議を主催するなどその地位は時代が下がっても変わっていない。イシュタルにせがまれ天の牡牛を造った。
エンリル〔シュメール名：ヌナムニル〕（Nunamnir）
信仰地：ニップル / 神殿：エクル
神々の王で空を司る風と嵐の男神、大気神。神々の会議で採決された事項の執行権を持つ、シュメールにおける事実上の最高神でエンキドゥの個人神。神としての在り方はエアと対照的で、安易に人類を滅ぼそうする。杉の森にフンババを番人としておいた。
ウトナピシュティム〔シュメール名：ジウスドラ〕（Utnapishtim）
大洪水を生き残り、妻とともに不死の身となる。不死を求めて訪ねてきたギルガメシュに、不死は（非常に例外的に）神に与えられるものであって、人間の手に入らないものだと諭すため、洪水伝説を物語る。しかしギルガメシュが諦めなかったため、6日7晩眠らないという試練を彼に課すが、ギルガメシュはすぐに眠ってしまい、試練を乗り越えることができなかった。ギルガメシュを憐れんだ妻の説得により、「老いたる人が若返る」という植物を手に入れれば不死の生命を見出すことが出来ると教える。首尾良くこの植物を見つけて手に入れたギルガメシュは喜んで帰途についたが、水を浴びているときに一匹の蛇がこの草を持ち去ってしまい、結局不死を手に入れることはできなかった。
『大洪水伝説』の主人公。エアの教えで箱舟を作り、少しの人類と動物たちを乗せ大洪水から逃れた。この功績が認められ神々から不死の体を与えられる。ウトナピシュティム/ジウスドラという名は「生命を見た者」、アトラハシスは「賢き者」の意。
フンババ〔シュメール名：フワワ〕（Huwawa）
レバノン杉の森に住む番人。2015年に新しく見つかった粘土板の解読により、エンキドゥとは旧知の仲だったことが判明した。
その叫び声は洪水、その口は火、その息は死。七層の光輝メラムで身を武装した恐怖と評される怪人、巨人。前兆占い文書などでは、神印（ディンギル）が付くこともあり、自然神として扱われるが、主にその異形が言及される。フワワの頭が内臓占いの羊の腸に現れる場合もある。 ギルガメシュ叙事詩ではエンリルに杉の森の番人として配されたとされている。
グガランナ（Gugalanna）
自分を振ったギルガメシュを殺害しウルクごと滅ぼすため、イシュタルがアヌを脅して造らせた「天の牡牛」と呼ばれる巨大な獣。「7年間の不作を招く」「これを殺したら死刑」と言われる聖なる神の遣い。大量の油が入った青玉石の角を2本持っている。シュメール語で言う「天の牡牛」という呼称は牡牛座を構成する星の名前に対しても用いられており、シュメール名と言うこともあってその名の成立は叙事詩よりもごく古い時代のものであると言われているが、牡牛が神話として登場する例は叙事詩の基礎となったシュメール語版の断片にしかなく、「天の牡牛」が神話化するに至ったプロセスは不詳とされている。

### その他の人物
シャムハト（Shamhat）
ギルガメシュによりエンキドゥの元へ派遣された娼婦。エンキドゥと6日7晩交わり、彼を導く存在として描かれる。神殿にて神に奉仕をする女官の類、その中でも比較的下位の娼婦であったと推察されている。→現在では「神殿娼婦」の存在自体が疑問視されている。
シドゥリ（Siduri）
ギルガメシュが旅の途中で出会った「酌婦」、つまり酒場の女性。アッカド語で「乙女」の意。ヒッタイト語版では「酒の女」、フルリ語版では「若い女」と訳されているが、古バビロニア版では女主人とだけ書かれ正式な名はない。神印が付いていることから女神と見なされイシュタルの化身説がある他、「知恵の女神」「生命の守護者」という呼ばれ方もある。ギルガメシュの話を聞き、最終的にウトナピシュティムへの道を教える。
ウルシャナビ（Urshanabi）
ウトナピシュティムに仕える船頭。ギルガメシュを船に乗せ、死の海を渡りウトナピシュティムの元へ案内した者。その帰りにも船を出し、ギルガメシュの帰国に最後まで付き添った。
アルル〔シュメール名：ニンフルサグ〕（Ninhursag）
粘土をこねてエンキドゥを造った女神。創造神でエンリルの妹（または配偶神）。名前は「山の女主人」の意。メソポタミアにおける王たちの守護女神。
アルラトゥ〔シュメール名：エレシュキガル〕（Ereshkigal）
ギルガメシュが死後に行きついた世界の女主人。イシュタルの姉で闇を司る死の女神。姉妹は闇と光、冥界と天界の女王としてライバル同士であり、犬猿の仲。夫、及び配偶神にネルガルを持ち、2人で冥界を統治している。
ウルクの長老たち
ギルガメシュに面と向かって異を唱え、諌めることができる立場の者。標準版では重要案件に関わる長老会に属する助言者として、「我らは王(ギルガメシュ)を信頼した。王も王として我らを信頼してほしい」と語る場面がある。彼らは保守的思考だが、反対にウルクの若者たちは進歩的思考。

## 内容
通称アッカド語版
- 発見年：1849年
- 発見場所：ニネヴェ：アッシュールバニパル図書館
- 言語：バビロニア語アッカド方言
- 編纂者：神官シンレキウニンニ（Sîn-lēqi-unninni）
- 発見者：オースティン・ヘンリー・レヤード

以下、要点の過不足は補足事項を参照。ただし、全ての版に共通するとは限らない。

### 粘土版 1
- プロローグ：語り手による「深淵を覗き見た人」（もしくは「全てを見たる人」）として導入されるギルガメシュを讃える叙述から始まる。いわく、「彼はあらゆる国々を調べ尽くし、すべてを知り尽くし、知恵をきわめた。彼は秘められたことを見、隠されたものを開き、洪水前の事柄を知らせたのだった。」「彼は囲いの町ウルクの城壁を建てさせた、また清い宝物殿、聖なるエアンナのそれ（周壁）もまた。」つまり、これから物語られる物語がすべて終わり、ギルガメシュがウルクに帰って城壁を建造した後から始まっているわけである。
- つづいて本文に入る。ウルクの暴君ギルガメシュ。そして神々によって作られたエンキドゥがシャムハトとの出会いにより人間らしさを獲得する場面が描かれる。

### 粘土版 2
シャムハトはエンキドゥに人間の食物を与えたりと人間らしさを培うと、2人でウルクを訪れる。激しい戦いが始まるが、ギルガメシュとエンキドゥは互いの力を認め合い抱擁を交わして友となる。

### 粘土版 3
ギルガメシュは杉を得るため、杉の森に住む怪物フンババを倒すことをエンキドゥに提案。エンキドゥの目には涙が溢れ、遠征を強く反対されるが、ギルガメシュはエンキドゥの涙に驚きながらも心を痛め、土から生まれた彼にも苦しみを感じる心があることに焦りを抱く。旅の成功を祈る儀式を終え、2人の出発をウルクの民たちは祝福し送り出す。
- 杉の森はシャマシュが所轄しているため、ギルガメシュはシャマシュに遠征の決意を述べて許可を（或いは神託を占って）もらうシーンがある。また、ギルガメシュは母ニンスンを訪ねると、ニンスンは不安な面立ちをしながらその決意を聞き、シャマシュに「何故あなたは息子の気持ちを動かすのか」などと不平不満を言いつつ女祭事たちと共に丁寧に祈祷を行い、それが終わると決心したようにエンキドゥを養子に迎え入れて護符を与えた[31][注 3]。
- 一方、ウルクの長老たちはギルガメシュに「年が若いから気持ちがはやっている」と言って遠征に反対したが、シャマシュの加護があることを祈って結果的に承諾することとなったようである。

### 粘土版 4
2人は45日分に及ぶ距離（1500㎞）を3日間で歩いた。更に歩き進め森の入口に到着、フンババの手下と戦う。
- シャマシュはギルガメシュに、杉森までの案内役として合成獣とおぼしき遣い魔[33]、または守護霊を与えている[34]。杉森に向かう途中、ギルガメシュは連日に渡り夢を見ており、エンキドゥはそれらの夢をシャマシュによる加護があることを告げる吉兆だと解いて慰めた。そして現に事実となる。

### 粘土版 5
森に入った2人が杉の立派さに心を奪われていると、ほどなくしてフンババが駆けつけてきた。シャマシュは2人に「恐れるな」と声を掛け、北風や南風など8つの風を起こして援護し、フンババを降参させる。するとフンババが命乞いをするので、ギルガメシュは聞き入れようとするがエンキドゥは殺すことを勧める。フンババが息絶え森が静けさを取り戻すと、2人は杉を伐って船を造り、杉の大木とフンババの首を持ってウルクへ帰還。
- フンババ征伐までの流れは粘土板によってバリエーション豊かだが、シャマシュが介入していることと、フンババ殺しを拒否していたエンキドゥがフンババを殺すようギルガメシュに忠告する様子に大きな差異は認められない。
- エンキドゥがフンババの命乞いを却下したのは、フンババの反撃、或いはエンリルに密告されることを恐れたためである（ギルガメシュとエンキドゥはフンババを森の番人として差し向けたのがエンリルだと知っていたことが、文中から読み取れる）。その実エンリルを怒らせないための対策として、2人はあらかじめエンリルの住むニップル市にユーフラテス川から杉を運び込み奉納していたが、エンリルはギルガメシュたちが持ち帰ったフンババの首を見た途端、激怒した。その後エンリルはフンババが持つ7層の光輝を地上の各地に振り分けるという処置を行い、フンババ征伐一連の物語は締めくくられる。

### 粘土版 6
凱旋し美しく身なりを整えたギルガメシュに、愛と美の女神イシュタルが恋をする。イシュタルは求婚を迫るが、ギルガメシュはイシュタルの愛人となった者たち（配偶神ドゥムジなど）の悲惨な末路を数え上げ、その不貞と残忍性を指摘し求婚を断った。
イシュタルは立腹し、ギルガメシュを殺害しウルクごと滅ぼすため、父アヌに聖牛グガランナを送ることを求めるがアヌは拒否する。イシュタルは冥界から多数の死者を蘇らせ、地上に生ける者を喰わせると言ってアヌを脅し、グガランナを造らせた。グガランナがウルクを荒らし大勢の人々が死にゆく中、ギルガメシュとエンキドゥはグガランナを倒しその心臓をシャマシュに捧げた。イシュタルは怒って城の頂からギルガメシュに向かって呪いを吐いたが、それに怒ったエンキドゥは牡牛の死骸（腿の一部）を投げつける。顔面を汚されたイシュタルは悲鳴をあげて退いた。ウルクの民は歓喜し、二人の英雄ギルガメシュとエンキドゥを讃えた。
その夜、エンキドゥは不吉な夢を見た。その内容をギルガメシュに語り出す。「何故、大いなる神々は会議を開いているのか」。
- シュメール語版での題目は『ギルガメシュと聖なる牡牛』[35]、古代の書名はギルガメシュを指す主語『戦闘の青年の』[36]。
- イシュタルはギルガメシュ凱旋の噂を聞きつけ、その様を見ようとエアンナからギルガメシュの王宮へ出向いたとする説もある（一目惚れではなく、元から知り合いだった）。
- イシュタルと結婚することは「聖婚儀礼」に連結し、「神の座に就くこと」を意味する。物語はギルガメシュを半神と伝えながら常に人間の側に立たせており、神の座につくことを己の崩壊に結び付けたのだとしたら、ギルガメシュがイシュタルの求婚を受け入れなかったのは「自身の神格化を拒絶した」ということに等しいはずである[37]。
- ギルガメシュは牡牛を始末した後、ラピスラズリでできた角に入っていた約250リットルの油をルガルバンダに贈り、角の方は自身の寝室に飾ったという。シュメール版では異なり、ギルガメシュは牡牛の肉を貧しい子どもたちに分け与え、角はイシュタルに奉献された。

### 粘土版 7
エンキドゥが夢の内容を語るには、【アヌは「森番フンババと聖牛グガランナを倒したために、2人のうち1人が死なねばならぬ」と言った。エンリルは「エンキドゥが死ぬべきだ」と答えた。シャマシュは「（ギルガメシュたちは）自分の命令に従って牡牛どもを殺したのに、何故エンキドゥが死ぬべきか」と反論した。するとエンリルは「何故ならば、お前（シャマシュ）は毎日あの2人（ギルガメシュとエンキドゥ）の仲間であるかのように行動するからだ」と怒った。】
語り終えるとエンキドゥは病み倒れて泣き、ギルガメシュはエンリルに採決の取りやめを祈る（あなたの神、すなわちエンキドゥの個人神エンリルを訪ねる）が、エンリルによるエンキドゥの死の決定は絶対だった。エンキドゥは狩人の仕事が不景気になるよう呪い、「酔っ払いにお前の頬を打たせてやる」などと言ってシャムハトをまでも呪おうとするので、これを聞いたシャマシュは「シャムハトのお陰で人間らしくなれ、ギルガメシュという親友ができた」と諌め、エンキドゥの心を落ち着かせた。後にエンキドゥは冥界にいる夢を見て、死が近いことを悟る。熱病に倒れてから12日目、ギルガメシュとこれまでの思い出を語り合い、共に冒険し寄り添った親友に看取られながら、エンキドゥは息を引き取った。

### 粘土版 8
夜明けの光とともに、ギルガメシュはエンキドゥを哀悼。ラピスラズリや金で出来た立派な像を作り、紅玉石の入れ物に蜜を詰め、青玉石の入れ物にはバターを詰め、これらを飾った物を太陽にさらした（すなわち、太陽神シャマシュに供えた）。

### 粘土版 9
埋葬を終えたギルガメシュは荒野を彷徨って泣くうち次第に死の恐怖に怯えるようになり、永遠の生命を求め旅立つ決意を固めた。「大洪水」の生存者、神によって妻とともに不死を与えられたウトナピシュティムに、不死のことを聞き出すための旅である。
ギルガメシュは地の果てでマシュ山（Mount Mashu）の双子山に着く。そこには門を守る2人のサソリ人間が居た。サソリ人間たちはギルガメシュが半神であることを見抜き、何故こんな所までやって来たのかを問い訳を聞くが、「この先の山は暗闇に包まれ、入ってしまえば出ることは出来ない」と言ってギルガメシュを引きとめる。しかしギルガメシュの意志は固く、サソリ人間が開いた山の門を通って続く120kmの暗闇を歩いた。果てに、宝石やブドウで満ちた木々がある楽園へ辿り着く。

### 粘土版 10
（長い闇を経て太陽の下に現れた）ギルガメシュを見てシャマシュは困惑し、どこまで彷徨い歩くのか尋ね、「求める生命が見つかることはないだろう」と話す。ギルガメシュは自分なりの答えを言い、先へ進んだ。
そして海辺で酒屋の女将シドゥリに出会い、旅の目的を尋ねられ訳を話すが、彼女からも「求める生命をあなたが見つけることは出来ないでしょう」と言われ、人間はいずれ死ぬものだから生を楽しみなさいと、人生のあり方を示される。それでもエンキドゥの死によって苦しむギルガメシュは考えを変えず、海を渡る道を教えてほしいと頼んだ。シドゥリはギルガメシュの胸中を悟り、船頭ウルシャナビを紹介、彼はギルガメシュを船に乗せ死の海を漕ぎ出した。ウトナピシュティムの島に着いたギルガメシュは旅の目的を話すが、ウトナピシュティムは「神々に創られし者であるならば、そこに必ず命は定められるのだ」とだけ語る。

### 粘土版 11
ギルガメシュは更に教えを請うと、ウトナピシュティムはどのようにして不死を手に入れたか、その秘事を明かし始めた。

#### 洪水物語
【エア神の説明により私は船をつくり、自分と自分の家族、船大工、全ての動物を乗せた。6日間の嵐により人間は粘土になった。私の船がニシル山の頂上に着地して7日目、鳩、ツバメ、カラスを放ってみた。私は船を開け乗船者を解放した後で神々に生贄を捧げると、その匂いにつられて多くの神が集って来た。
生き残った者がいることを知ったエンリル神は怒り、ニヌルタ神は言った。「エア以外に誰がこんなことをしようか」と。エア神は「洪水など起こさずとも、人間を減らすだけでよかった。ウトナピシュティムに夢を見させただけで、私は何もしていない。彼らがただ賢かったのだ。今は助かった者たちに、助言を与えるべきであろう」と話す。そしてエンリル神は私と妻に永遠の命を与え賜り、私は遥かなる地、2つの川の合流地点に住むこととなった。】
話し終えたウトナピシュティムは、洪水があったのと同じ6日6晩の間を「眠らずにいてみよ」と告げるが、ギルガメシュは眠ってしまった。ウトナピシュティムに起こされたギルガメシュは帰り支度を済まして乗船、ウルシャナビの船が出る──その時、ウトナピシュティムは妻の執り成しによって、土産としてギルガメシュに若返りの植物「シーブ・イッサヒル・アメル」が海の底にあることを教えてやる。ギルガメシュは足に石の重りを付けて海底を歩きその植物を手に入れるが、帰還途中、泉で水浴びをしている間に蛇がその植物を取って行ってしまった。ギルガメシュは泣き、ウルシャナビと共にウルクへ到着（物語の終わり）。
- 物語はウルクへ到着したギルガメシュの言葉（第1の書版冒頭部分の繰り返し）で結ばれており、不死希求の旅を終え帰国したギルガメシュが、ウルクの建設を果たしたことが示唆されている[40]。
- ギルガメシュにとって旅の成果はいかなるものであったかに注目が及ぶが、不死を得た者が言うには、永遠の命は神々からの贈り物（神の序列に加わっただけ）であってウトナピシュティム自身があずかり知ることではなかった。ギルガメシュは若返りの薬すら手に入れられず、最終的に永眠しているため、旅の果てに永遠の命を諦めたとも、最後には死の恐怖を克服したとも受け取れるというが、書版によっては旅の最後にギルガメシュが「やすらぎを得た」とあり[41]、旅の途中で出会った人から「今ある生を謳歌するように」と諭されていたことからも、何らかの答えを見出したとする説が有力視されている。ただし、そういった感想は著者によって表現、見解が異なる傾向にある。

### 粘土版 12
粘土版 1～11 とは独立した内容で、シュメル語の神話『ギルガメシュとエンキドゥと冥界』の後半部分（プックとメックーを落とした後）の逐語訳に近い。
- シュメール語版の現在よく知られる題名は『ギルガメシュとエンキドゥと冥界』[35]、古代の書名を『古の日々に』として古バビロニア時代（紀元前2000年頃）では学校の教材にもなっていた[42]。全文およそ300行を越える興味深い長編だが、神話風のものとなっていて解釈が難しく、前版との続き具合が不自然であるために叙事詩からは完全に切り離されて収録された。ある意味では、本編とは別の過程を辿ったギルガメシュとエンキドゥの別れの物語である。

- 『ギルガメシュとエンキドゥと冥界』の内容は以下の通りである。天地が創造されてしばらく経ったある時、ユーフラテス川のほとりにハラブ（フルップ）[注 14]の木が生えていた。木が南風により倒れると、川の氾濫が起きてハラブの木が流されていく。これを見つけたイナンナ（イシュタル）は、椅子と寝台にする目的のため聖なる園に植えた。ところがその木に蛇やアンズー、リリトが棲みついてしまう。イナンナは兄ウトゥ（シャマシュ）に助けを求めるが取り合ってもらえず、ギルガメシュを頼ったところ彼はすぐさま斧を持って蛇たちを追いやった。木は切り倒され、イナンナは礼として木の根元からプック（輪）とメックー（棒）を作り、ギルガメシュはこれを受け取る[注 15]。ところが、詳細は不明だがそれらが大地の割れ目から地下（＝冥界）に落ちてしまった。エンキドゥが立候補して拾いに向かうこととなり、ギルガメシュは冥界におけるあらゆる注意事項を言い聞かせるが上手く伝わっておらず、エンキドゥはタブーを破って冥界から帰れなくなる。ギルガメシュはエンリルに訴えたが埒が明かず、エンキ（エア）に助けを求めると彼はウトゥを呼び、最後は冥界にいるエンキドゥが、エンキとウトゥの助けによって地上に戻ることができた。その後はエンキドゥにより冥界の様子が語られるが、プックとメックーについての記述はない。
- 文学性は「死後の世界」と「生死観への答え」であり、第8版に見るエンキドゥの埋葬儀礼にその背景が示されている。当時シュメール人は、人は死んだら冥界に行くものと考えていた[42]。死者が冥界で歓迎されることとそこでの暮らしが難儀にならないよう、葬儀は手厚く執り行い、埋葬後も死者へ供物を捧げる習慣があった。そういった故人を懇ろに扱うことの必要性を説いているとされる[42]

## 叙事詩に採用されなかった物語
『ギルガメシュとアッガ』『ギルガメシュの死』という2つの説話は、叙事詩では全く伝えられていない。前者は歴史的物語、後者は名の通りギルガメシュの最期にまつわるエピソードである。

### ギルガメシュとアッガ
キシュの王アッガはウルクの王ギルガメシュに使者を送った。使者たちは「井戸を空にすること」という難題を命じる。これはウルクの人々がキシュのために水汲みの労働をすること、間接的に「ウルクはキシュに屈伏すべき」という意味を含んでいる。
ギルガメシュが「我々は屈伏するまい」と言うと、長老たちは「屈伏しよう」青年たちは「屈伏するな」と答えた。その間にウルクがキシュに包囲されると、1人の勇敢な男がギルガメシュの伝言を伝えるため城外へ出て、キシュ兵の前に連行される。官位が様子を見やりに城壁から顔を出すと、アッガは「あれが王か」と勇敢な男に問う。彼が「王ではありません」と答えると、キシュの群衆はひるむことも逃げることもしそうになかった。勇敢な男が捕虜となりそうになる手前、ギルガメシュが城壁に登った途端に恐ろしい輝きがウルク中を覆い、ウルクの戦士たちは奮って武器を手にし、エンキドゥは城門を蹴飛ばし出て行った（しかし連行される）。そしてギルガメシュは姿をさらし、アッガが彼を視界に捉えると「あれが王か」とエンキドゥに尋ね、エンキドゥは「まさしく王です」と回答。瞬間、キシュの群衆は打ちのめされ、逃げ去り、全ての他国民が震え上がる。ギルガメシュは「アッガよ、貴方は逃げてきた私に魂をくれた。貴方は私に生命をくれた。私は昔日の恩寵を、シャマシュの前で貴方に返しました」と言ってアッガを捕らえることはせず、キシュへ帰ることを許した。
- 物語はギルガメシュを讃えたところで終結する。『シュルギ王讃歌』やシュメール王名表によれば、エンリルが起こした大洪水後、王権はキシュに降りたが、その後ギルガメシュがアッガに戦勝したことでウルクに王権が移ったと伝えられている。この背景を踏まえて物語を振り返ってみると、『ギルガメシュとアッガ』が史料的・歴史的事実の反映を伝えているのは明らかである。叙事詩から除外されたのも、他の書版と比較して英雄的であるというより幾分か歴史的であるということが影響した。
- 物語にはイナンナ（イシュタル）が関与しており、『ギルガメシュとアッガ』は「論争詩」というシュメール文学の一分野に筋立てされた、論争的モチーフで描かれている。イナンナがギルガメシュとアッガ、どちらが自分に相応しいかを軍神としての視点から観察しており、更にはギルガメシュの手指が綺麗であるという観点から、イナンナが女性目線で好む男性はギルガメシュの方ではないだろうか、という彼女の主観が示されている[44]。
- 論争的モチーフを介して都市と都市の対立を語る作品であると認められながらも、『ギルガメシュとアッガ』に安易に史実を見出してはならないとの指摘もある。ギルガメシュの人間離れした英雄性を伝えるという点では、叙事詩の枠を飛び越えれば数あるシュメール文学の中で比肩しても明確には孤立しておらず、孤立していたとしてもそれが史実の反映に直結するとは言えない。故に戦争や征服に関する客観的な記録ではなく、ギルガメシュの英雄的功業を讃えることやイナンナの好意を競うことに主題を見出すことも可能である[45]。

### ギルガメシュの死
ギルガメシュは不老不死の秘薬を求める旅から帰国した後も王として国を治め、城壁を完成させるなど成すべきことを果たしたとされている。ギルガメシュは死が近くなるとエアの薦めで墓の造営に取り組み、冥界の女神エレシュキガルの住まう宮殿の神々に供物を捧げて眠りについた。王の最期をウルクの民は嘆き悲しみ、その死を悼んだ。
- 死者を弔うことや副葬品を用意することの意味が間接的に伝えられるが、物語の主人公が死んでしまってはまとまりが悪いとして、叙事詩に取り入れられることはなかった。代わりに第8版で描かれたエンキドゥの埋葬が対応している[47]。

## 文学性
世界最古の教養小説として名高く、友情の大切さや、ギルガメシュとエンキドゥの成長、自然と人間の対立など、寓話としての色合いも強い。

### 構成
叙事詩は12の書版で成り立つが、ギルガメシュに焦点を当てると大きな5つのまとまりに振り分けることができる。
1. （前半）エンキドゥとの出会い
2. （前半）杉の森への遠征（西方）：人は死すべきものと認識したうえでの行い：共同の旅・成功
3. （繋ぎ）イシュタルの誘惑・聖牛退治
4. （後半）エンキドゥとの死別
5. （後半）不老不死の追求（東方）：人の死すべき在り方を否定するための行い：孤独な旅・失敗

前半はエンキドゥとの出会いとフンババ征伐、繋ぎにイシュタルの誘惑、後半にエンキドゥとの別れと不死の探求という5つである。ギルガメシュの前半における英雄的信条がエンキドゥの死によって脆くも放棄されたように、ギルガメシュの起こす行動のきっかけ・内容・結果がエンキドゥとの友情を軸にして見事に対応するとともに対称的である。にもかかわらず物語全体が違和感なく首尾一貫しているのは、イシュタルの誘惑と聖牛退治という前半と後半を橋渡しする重要かつ自然な事象が、繋ぎとして配置されたからであろう。
また、場面展開の前にはギルガメシュかエンキドゥのどちらかが夢を見ており、その夢による予告機能は、物語の緊張感を促すことに貢献している。行単位で認められる対句法、語呂合わせ、周壁持つウルク・天なるシャマシュのような枕詞など、説話文学的な表現技法も認められる。冒頭で触れたように、物語の1つ1つは元来シュメール語で成立したが、古バビロニア版が翻訳されるまで2人の友情関係は描かれていなかった。こうした改変の一種もまた、叙事詩を構成する上で貴重な役割を果たしたと言える。

### 主題
フンババ征伐に見る「勇気ある者の冒険譚」であったり、『ギルガメシュとアッガ』から「英雄的行動の描出」のように1つの説話からメインテーマを見出すこともできるが、全体を見通し様々な観点から叙事詩を俯瞰すると、以下のようなものを主題として見出すことが出来る。
不死の追究
人生観を示しているという見方。「人は死から免れることは出来ない」と認識すること、すなわち人類の精神史における神話時代からの脱却と理性の目覚めを意味している、というもの。
友情
エンキドゥがギルガメシュの元から去ることで友情の限界を描きたかったわけではなく、友情の意義そのものを問いているという見方。2人の友情が永遠ではなくとも、異なる2つの魂の出会いという最古の友情物語であった、というもの。
シャマシュ信仰
シャマシュ信仰に見る個人神崇拝の概念が、叙事詩に取り入れられたとする見方。ただし後代になるほど、シャマシュの個人神的性格は叙事詩内で希薄になっていった。
主人公の精神遍歴
フンババ征伐時の勇敢な英雄的信条、神格化の拒絶、死への恐怖、不死の追及と、ギルガメシュの精神は物語の進行とともに変化するが、最終的に何を感じ、思い、学び、その最期を迎えたのか、叙事詩は答えない。読者に残す教訓は、上述のように「人は死すべき存在である」という生死観の在り方なのかもしれないが、ギルガメシュの不死希求が結果的に失敗に終わったからといって、その旅が無意味なものであったとは言えず、逆に新しい人生観を得たことによる日常への回帰でもなかった。「あらゆる苦難の道を歩んだ」主人公自身の軌跡こそ『ギルガメシュ叙事詩』が伝える事実であり、ギルガメシュという1人の英雄を築き上げた、というもの。
なお、主題と言ってもそれらは初めから客観的に備わっているものではなく、あくまで叙事詩を読み解く可能性を探るためのものである。

## 影響
冒頭で触れている通り『旧約聖書』の特にノアの方舟のくだりに『ギルガメシュ叙事詩』が影響しているとされ、この他にも最初の粘土板発見年である1872年以降の文学作品に、叙事詩の物語が原型と考えられているものがある。例えばギルガメシュとイシュタルの恋沙汰はギリシア神話の「オデュッセイア」一説へ、ギルガメシュとエンキドゥの関係は旧約聖書におけるダビデとヨナタンなどの友情物語へと引き継がれ、ギルガメシュ自身はギリシャの大英雄アキレウスの先駆けとなった。

## ギルガメシュを題材にした作品

### 和書・和訳書
- 梅原猛/著　『ギルガメシュ』新潮社、1988年、ISBN 4-10-303009-7。 -ギルガメシュ伝承を元に脚色された戯曲文学（小説）。
- 矢島文夫/訳 『ギルガメシュ叙事詩』 山本書店、1965年。
- 月本昭男/訳 『ギルガメシュ叙事詩』 岩波書店、1996年、ISBN 4-00-002752-2。
- 矢島文夫/訳 『ギルガメシュ叙事詩』 筑摩書房〈ちくま学芸文庫〉、1998年、ISBN 4-480-08409-6。 -山本書店1965年刊の増訂。
- 月本昭男/訳『ギルガメシュ王の物語【ラピス・ラズリ版】』ぶねうま舎、ISBN 978-4906791019。 -物語の再構成を試みた原文からの新編訳書。
- ゼロからわかるメソポタミア神話 単行本 かみゆ歴史編集部 (著) – 2018年11月17日

### マンガ
- ギルガメッシュ (漫画) 石ノ森章太郎：著 1976年

### 絵本
- ルドミラ・ゼーマン著 松野正子訳 『ギルガメシュ王ものがたり』 岩波書店、1993
- ルドミラ・ゼーマン著 松野正子訳 『ギルガメシュ王のたたかい』 岩波書店、1994
- ルドミラ・ゼーマン著 松野正子訳 『ギルガメシュ王さいごの旅』 岩波書店、1995

### 音楽作品
合唱曲
- ボフスラフ・マルティヌー作曲 : オラトリオ『ギルガメシュ』 （1954 - 1955年作曲）
- 青島広志作曲 : ア・カペラ男声合唱とナレーターのための「ギルガメシュ叙事詩」（1982年 - 1983年作曲）。

吹奏楽曲
- ベルト・アッペルモント作曲 : 交響曲第1番『ギルガメシュ』（Symphony No.1 Gilgamesh） - 『ギルガメシュ叙事詩』を題材にした交響曲（2003年作曲）。

### テレビゲーム
バビロニアン・キャッスル・サーガシリーズ
ナムコ（後のバンダイナムコゲームス）から発売された1984年のアーケードゲーム『ドルアーガの塔』を第1作とするテレビゲームのシリーズ。世界観やキャラクターの名称、造詣等にバビロニア神話やギルガメシュ叙事詩の影響が色濃い。